# Park So-dam
Dans ce nom coréen, le nom de famille, Park, précède le nom personnel.
Park So-dam (hangeul : 박|소|담), née le 8 septembre 1991, est une actrice sud-coréenne.

## Biographie
Elle a étudié à l'Université nationale des arts de Corée.
Elle est surtout connue dans le monde entier pour son rôle de Kim Ki-jung dans le thriller comique coréen Parasite, acclamé par la critique en 2019, qui a remporté la Palme d'or au Festival de Cannes 2019 et l'Oscar du meilleur film.
En 2020, elle tient l'un des rôles principaux de la série Record of Youth.
Le 14 décembre 2021, il est révélé que l'actrice venait d'être opérée d'un cancer papillaire de la thyroïde.

## Filmographie

### Cinéma
- 2004 : Shin angyo onshi : Mari
- 2014 : Scarlet Innocence (en) : Amie de Cheong-Yi
- 2014 : The Royal Tailor (상의원) : Yoo-wol
- 2015 : C'est Si Bon : Une écolière
- 2015 : The Silenced : Yeon-duk
- 2015 : Veteran : La plus jeune
- 2015 : Sado : La demoiselle d'honneur
- 2015 : The Priests de Jang Jae-hyeon : Young-shin
- 2016 : Take Off 2 (Gukgadaepyo 2) : Lee Ji-hye
- 2016 : Snow Paths : Maria
- 2017 : Man of Will : Han Yeong-hee
- 2018 : Ode to the Goose (en) : Amie de Cheong-Yi
- 2018 : Shimajiro and the Rainbow Oasis : Dana Bae
- 2018 : Nous, les chiens (The Underdog) : Bamyi (voix)
- 2019 : Parasite (기생충) de Bong Joon-ho : Ki-Jung
- 2019 : Wooparoo Adventure : Kyoung Jang
- 2020 : Fukuoka : So-dam
- 2022 : Special Cargo : Eun-ha
- 2023 : Phantom : Lee Hae-young

### Séries télévisées
- 2015 : Drama Special Red Moon : Princesse Hwawan
- 2015 : My First Time : Han Song-yi
- 2016 : Cinderella with Four Knights (en): Eun Ha-won
- 2016 : A Beautiful Mind (en) : Gye Jin-seong
- 2020 : Record of Youth : Ahn Jung-ha
- 2023 : Death's Game : Death

## Distinctions

### Récompenses
- 2015 : Meilleure nouvelle actrice au 16e Women in Film Korea Awards pour The Priests[3]
- 2015 : Meilleure nouvelle actrice au 16e Pusan Film Critics Awards pour The Silenced[4]
- 2015 : Meilleur film populaire au Korea Film Actors Association Awards pour The Priests[5]
- 2016 : Meilleure nouvelle actrice au 7e KOFRA Film Awards pour The Priests[6]
- 2016 : Meilleure nouvelle actrice au 11e Max Movie Awards pour The Priests[7]
- 2016 : Meilleure nouvelle actrice au 21e Chunsa Film Art Awards pour The Priests[8]
- 2016 : Meilleure nouvelle actrice au 52e Baeksang Arts Awards pour The Priests[9]
- 2016 : Meilleure actrice au 25e Buil Film Awards pour The Priests[10]
- 2016 : Meilleure actrice au 37e Blue Dragon Film Awards pour The Priests[11]
- 2016 : Meilleure actrice au 3e Korean Film Producers Association Awards pour The Priests[12]